# Молоко за вредность
«Молоко за вредность» — молоко, выдаваемое работникам вредных производств. В России бесплатная выдача молока закреплена в статье 222 Трудового кодекса:
На работах с вредными условиями труда работникам выдаются бесплатно по установленным нормам молоко или другие равноценные пищевые продукты.
Однако реально выдача молока людям, работающим во вредных условиях, началась раньше. Во время первой мировой войны эта практика была закреплена для компенсации вредного действия боевых отравляющих веществ тем работникам, которые могли подвергаться их воздействию из-за несовершенства мер безопасности:
II. Правила внутреннего распорядка. 
1. Работа на заводах производится непрерывно. Продолжительность рабочего дня устанавливается в 8 часов (тремя комплектами рабочих), а в местах, наиболее подверженных воздействию вредных газов - 6 часов (четырьмя комплектами рабочих).
. . . 
4. За счёт предприятия отпускается чай с хлебом (по 1 Ф(унту) на человека для тех смен, которые являются на работу натощак, а для рабочих шестичасовых смен - по бутылке молока на каждого (с хлебом).
Сам перечень вредных факторов зафиксирован в Приказе № 291н Министерства здравоохранения и социального развития РФ и насчитывает свыше 1000 пунктов: химических, биологических и физических факторов.
Примеру РФ последовали в Зимбабве, но, похоже, большого успеха в профилактике заболеваний не достигли.
Норма выдачи молока закреплена в том же Приказе № 291н от 12.05.2022 г. Министерства здравоохранения и социального развития, согласно которому норма бесплатной выдачи молока составляет 0,5 литра за смену независимо от её продолжительности, причём допускается замена молока на другие равноценные пищевые продукты. На практике в РФ в лучшем случае всё ещё сохраняется выдача за вредность молока. Работодатель в РФ не несет ответственности за здоровье работника, как это принято в некоторых странах.

## История
История данного вопроса началась в 1918 году, когда Председатель СНК В. И. Ленин особым декретом утвердил выдачу молока голодающим рабочим Путиловского завода в Петрограде (с. 761—765).
Через год так называемые «спецжиры» в виде молока, масла, животных жиров стали выдаваться на многих промышленных предприятиях для поддержания физических сил работников. Практика подтвердила, что недостаточно хорошее питание может значительно снизить сопротивляемость организма негативным воздействиям вредных производственных факторов. Во время блокады Ленинграда отмечалось увеличения возрастания профзаболеваемости (в том числе отмечалось, что отравления тринитротолуолом и окисью углерода протекали в более тяжёлой форме, чем в довоенный период) из-за снижения сопротивляемости ослабленного голодом организма рабочих.

## Эффект от применения в качестве противоядия
Мнения специалистов о возможности использования молока именно как средства, увеличивающего сопротивляемость организма воздействию токсичных вредных веществ («универсального противоядия»), были противоречивы с самого начала. Если часть специалистов рассматривала молоко как универсальный антитоксический продукт, то другие указывали на отсутствие какого-то антитоксического эффекта в одних случаях), и способность усугублять отравление в других. В издании 2011г (с. 762) указано на необходимость ограничения потребления молочных продуктов вообще при отравлении ядами, растворимыми в жирах; а также свинцом, углеводородами и их галогенпроизводными, при отравлении нитробензолом и тринитробензолом. А при некоторых интоксикациях требуется ограничить употребление всех продуктов, содержащих много серосодержащих аминокислот (молоко, молочная сыворотка и др). В то же время содержание глутатиона в молоке крайне низкое (с. 727) — хотя именно эта белковая молекула участвует в детоксикации, препятствует развитию патологии, способствует защите кишечника и детоксикации ксенобиотиков в респираторном тракте. В то же время в молочных продуктах содержится много веществ, инактивирующих (снижающих биологическую активность) глутатиона (с. 725).

## Требования законодательства к обеспечению молоком и лечебно-профилактическим питанием
С 1922 года в Кодексе законов о труде РСФСР появилась статья 142, которая законодательно закрепила выдачу «в производствах, связанных с опасностью профессионального отравления… жиров или нейтрализующих веществ». В их качестве выдавались: содовая вода, молоко, сахар, жир и т. д.
В это же время было окончательно доказано, что молоко не может обеспечить ожидаемый эффект, так как не содержит вещества, обладающие протекторным действием. Кроме того, молоко, в состав которого хотя и входят легкоусваиваемые основные компоненты пищи (белки), не является достаточно хорошим источником защитных веществ (серосодержащих аминокислот, витаминов и других биологически активных веществ, влияющих на процессы биотрансформации чужеродных веществ, процессы перекисного окисления и т. п.) Установлено, что стерилизованное молоко теряет свои свойства, а пастеризованное не может долго храниться, что сильно затрудняет его практическое применение (с. 763).
В связи с этим, в дальнейшем, перечень продуктов, разрешенных для выдачи в качестве лечебно-профилактических, был существенно расширен. Например, Постановлением Минтруда РФ в 2003 году в список равноценных пищевых продуктов, которые могут выдаваться вместо молока были включены:

Кисломолочные продукты (кефир разных сортов, кефир-био, простокваша, ацидофилин, ряженка с низким содержанием жира (до 3,5 %), йогурты разных сортов с содержанием жира до 2,5 %, в том числе йогурты с натуральными плодово-ягодными добавками
1. Творог
2. Творожная масса, сырки творожные, десерты творожные
3. Сыр 24 % жирности
4. Молоко сухое цельное
5. Молоко сгущённое стерилизованное без сахара
6. Мясо говядины II категории (сырое)
7. Рыба нежирных сортов (сырая)
8. Яйцо куриное
9. Лечебно-профилактические напитки типа Палитра «Профи», «VITA», витаминные препараты типа «Веторон», ундевит, глутамевит, аэровит, гексавит, гептавит, квадевит и бифидосодержащие кисломолочные продукты

— Постановление Минтруда РФ от 31.03.2003 № 13 "Нормы и условия выдачи молока или других равноценных пищевых продуктов"
С 16.02.2009 это постановление было отменено и взамен его были опубликованы Приказы Минздравсоцразвития РФ № 45н (вредные условия труда — с 12.05.2022г утратил силу. Вместо него приказ № 291н от 12.05.2019г) и № 46н (особо вредные условия труда).
Основными нововведениями этих приказов явились:
- Разрешение выдавать рабочим, занятым при вредных условиях труда денежную компенсацию взамен молока или равноценных продуктов. Эта возможность была предоставлена работодателям для случаев, в которых обеспечить выдачу молока или равноценных продуктов невозможно физически (отдалённые участки, шахты и т. п.). Данная замена должна производится только с согласия работника и по его письменному заявлению.
- Ужесточение мер по контролю за продуктами, которые разрешены для замены молока. Запрещено заменять молоко сметаной, сливочным маслом, другими продуктами. Также из списка исключены :

1. Творожная масса, сырки творожные, десерты творожные
2. Молоко сухое цельное
3. Молоко сгущенное стерилизованное без сахара
4. Мясо говядины II категории (сырое)
5. Рыба нежирных сортов (сырая)
6. Яйцо куриное

С введением этих приказов молоко можно заменять только продуктами, прошедшими испытания и получившими Свидетельство о Государственной Регистрации от Федеральной службы по надзору в сфере защиты прав потребителей и благополучия человека (Роспотребнадзор). Список таких продуктов опубликован на официальном сайте Роспотребнадзора, отыскать его можно по адресу : http://fp.crc.ru/gosregfr/ , в поле поиска необходимо ввести «Напитки при вредных условиях труда».
Кроме этих регулирующих документов, в Российской Федерации принят Федеральный закон Российской Федерации от 12 июня 2008 г. N 88-ФЗ «Технический регламент на молоко и молочную продукцию», жестко регламентирующий требования к молоку. Так, в соответствии со Статьей 4 данного закона, молоком имеет право называться:

молоко — продукт нормальной физиологической секреции молочных желез сельскохозяйственных животных, полученный от одного или нескольких животных в период лактации при одном и более доении, без каких-либо добавлений к этому продукту или извлечений каких-либо веществ из него;
1. питьевое молоко — молоко с массовой долей жира не более 9 процентов, произведенное из сырого молока и (или) молочных продуктов и подвергнутое термической обработке или другой обработке в целях регулирования его составных частей (без применения сухого цельного молока, сухого обезжиренного молока);

А любое внешнее добавление в состав переводит его в категорию «молочный напиток»

молочный напиток — молочный продукт, произведенный из концентрированного или сгущенного молока либо сухого цельного молока или сухого обезжиренного молока и воды;
Таким образом, любое включение в состав сухого молока или воды, делает невозможной выдачу этого продукта в качестве «Молока за вредность».
Кроме того, приказ № 291-н однозначно настаивает на выдаче молока на рабочем месте

Выдача и употребление молока или других равноценных пищевых продуктов должны осуществляться в буфетах, столовых или в помещениях, специально оборудованных в соответствии с утверждёнными в установленном порядке санитарно-гигиеническими требованиями.
и запрещает заменять эту выдачу талонами, имеющими денежный эквивалент, которые можно отоварить чем-либо другим.
- Исследования[какие?] по изучению влияния употребления молока на течение интоксикаций говорят о том, что молоко — являясь хорошим продуктом питания — не только обеспечивает защиту организма от действия вредных веществ, но в некоторых случаях устраняет токсическое воздействие на организм многих вредных веществ. Так, будучи жировой эмульсией, молоко способствует эффективному выведению большого перечня вредных веществ, растворимых в жирах (фосфор[источник не указан 616 дней], карболовая кислота, углеводороды[источник не указан 616 дней] и их производные и др.). Связывание с белками молока обуславливает выведение из организма поступающих в желудочно-кишечный тракт ионов металлов (свинца[источник не указан 616 дней], ртути, кадмия и др.). Высокие нейтрализующие свойства сочетаются с медицинскими показаниями к его применению.
- По мнению основателя Ленинградской школы токсикологии… столбовая дорога профилактики производственных отравлений не идёт через эти «противоядия» (молоко, жиры, сахар — прим.). Главное и решающее — санитарно-технические мероприятия, рационализация производственного процесса. Выдача молока как … пищевого продукта … должна рассматриваться лишь как … часть работы о организации питания рабочих вредных цехов.[9] Разработаны различные научно-обоснованные рационы лечебно-профилактического питания работающих в разных неблагоприятных условиях, которые могут включать в себя наряду с другими продуктами также и молоко (с. 739—750[6]). Рабочим, получающим лечебно-профилактическое питание, молоко и равноценные ему продукты, не выдают.

В США санитарно-гигиенические требования к работодателю, использующему труд людей в условиях воздействия токсичных вредных веществ (разрабатываются OSHA на основе научно-обоснованных рекомендаций Национального института охраны труда), не содержат никаких указаний по выдаче рабочим молока — но в ряде случаев обязывают проводить эффективный биомониторинг фактического поступления вредного вещества в организм (свинец, кадмий).